# Tên rừng (Hướng đạo)
Tên rừng trong Hướng đạo là tên gọi đặc biệt chỉ dành riêng cho huynh trưởng và tráng sinh của Hướng đạo Việt Nam sau khi đã tham gia vào một trò chơi đặt tên rừng và được Hội đồng Rừng (xem Hội đồng Rừng phía dưới) duyệt xét để chọn tên rừng cho cá nhân đó. Đây là một tập tục tốt đẹp của Hướng đạo Việt Nam đã có từ năm 1930. Tên rừng luôn bao gồm tên một con vật sống trong rừng và đi kèm theo sau bởi tính từ chỉ đặc tính cá nhân của Hướng đạo sinh hay huynh trưởng đó.
Ý nghĩ có tên rừng có nghĩa là có Bằng Rừng hay Huy Hiệu Rừng là hoàn toàn sai. Bằng Rừng chỉ dành riêng cho huynh trưởng nhưng phải trải qua một khóa huấn luyện đặc biệt (xem chi tiết Bằng Rừng).